# Geminaal

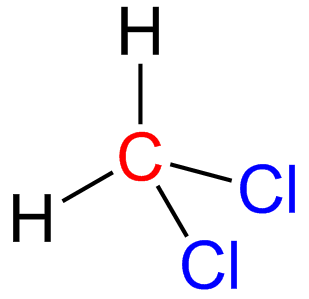
De twee chlooratomen in dichloormethaan (aangeduid in blauw) zitten geminaal gesubstitueerd op hetzelfde koolstofatoom (aangeduid in rood).

De term geminaal (Latijn: gemini, tweeling) wordt in de organische chemie gebruikt om aan te geven dat twee gelijke groepen aanwezig zijn op hetzelfde koolstofatoom. Vaak is de reactiviteit van geminale groepen gewijzigd ten opzichte van los voorkomende groepen. Voorbeelden van verbindingen waarin sprake is van geminale groepen zijn:
- dichloormethaan, twee chlooratomen aan één koolstofatoom
- chloraalhydraat, twee hydroxylgroepen aan één koolstofatoom